# Trimurti

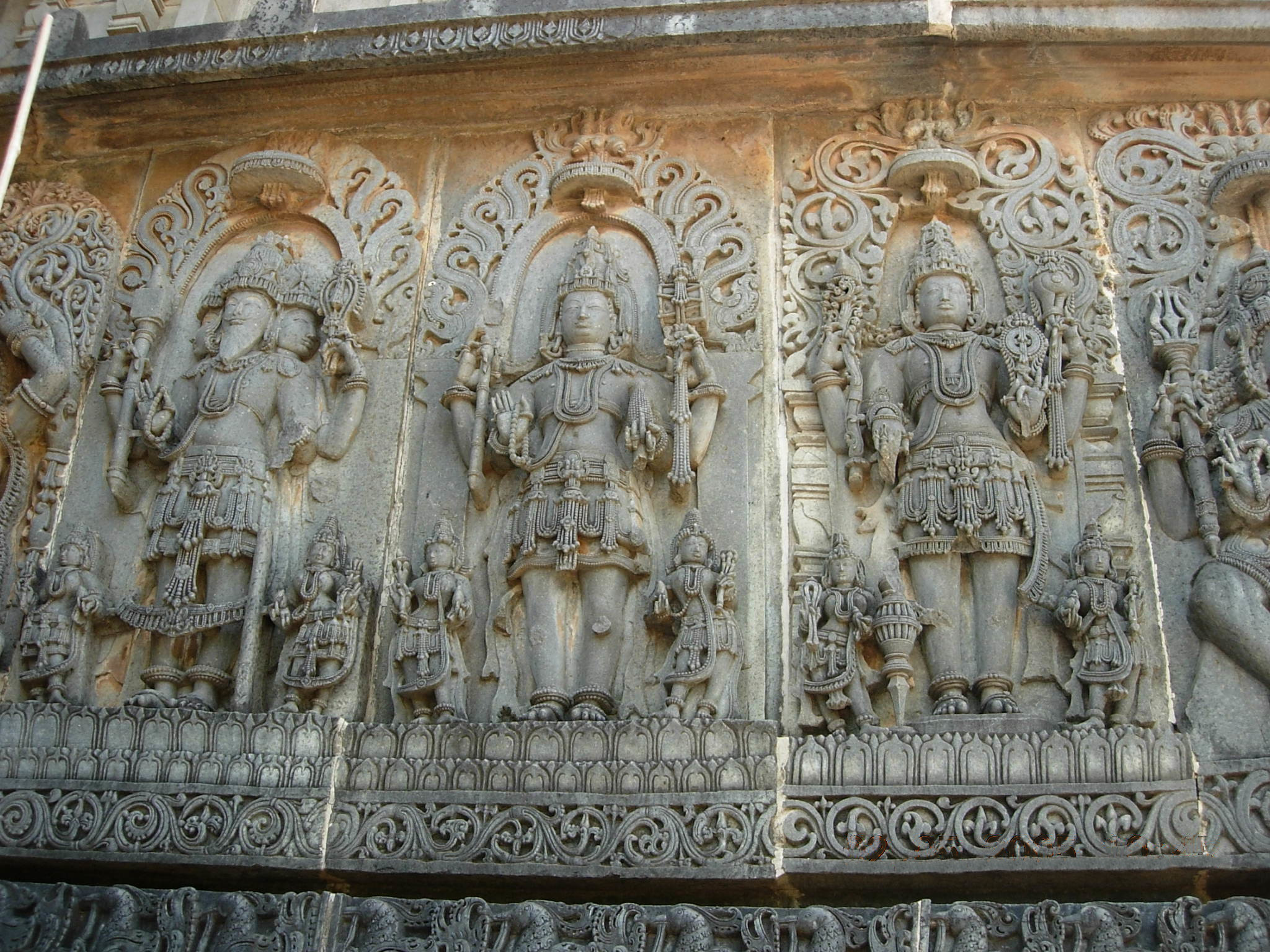
La Trimurti rappresentata sul tempio di Hoysaleswara, Halebidu

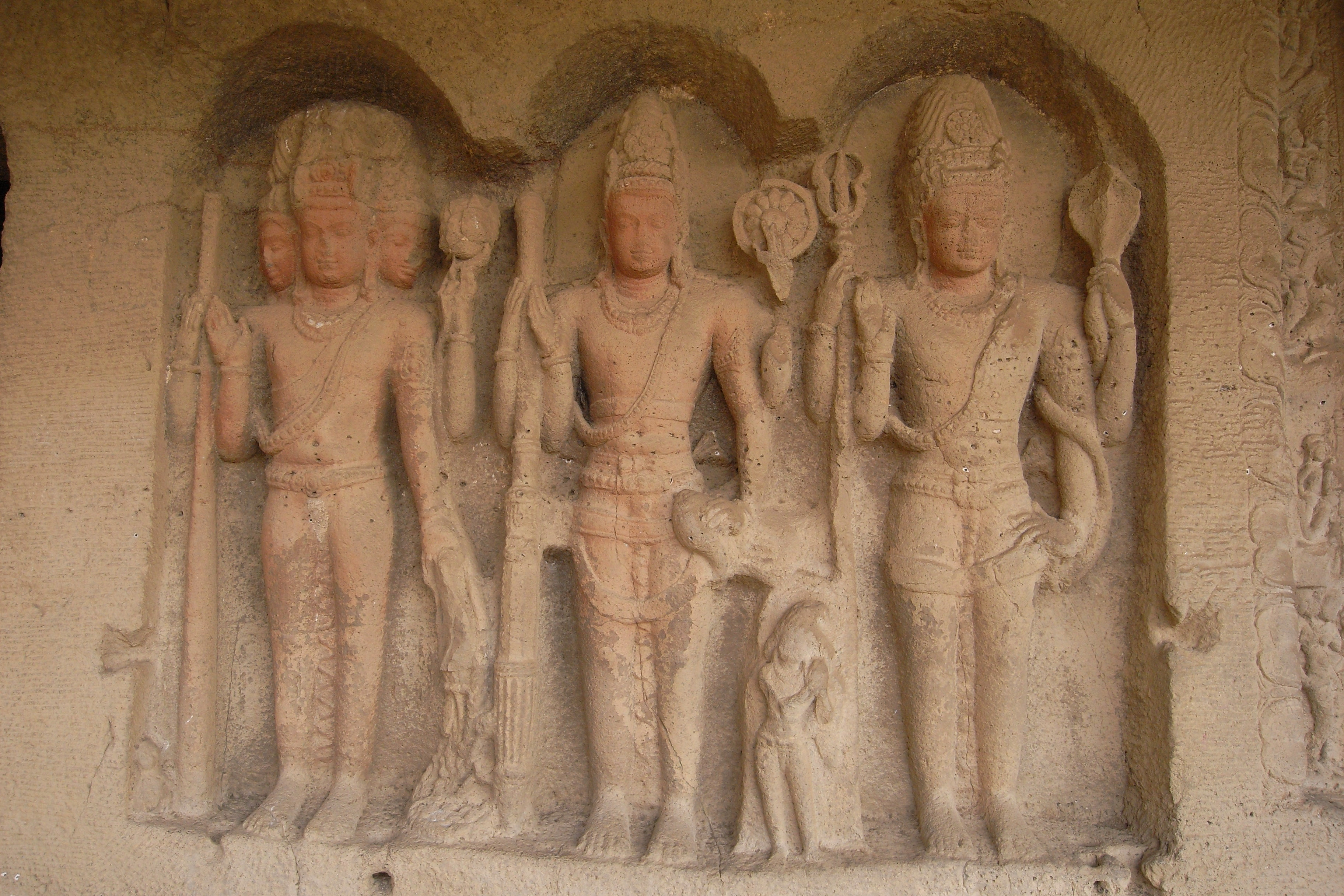
Trimurti

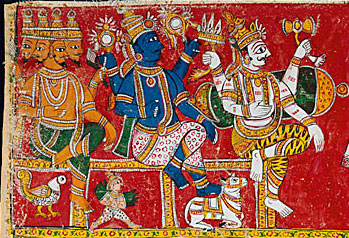
Trimurti

La trimurti (aggettivo sanscrito; in devanagari त्रिमूर्ति, lett. che possiede "tre forme" o "tre aspetti") è una nozione delle culture religiose dell'India che indica i "tre aspetti" di una divinità (deva) o della divinità suprema.
In quest'ultimo caso si vuole indicare nella Trimurti la forma triplice dell'Essere supremo dell'Induismo, che si manifesta nelle tre divinità di Brahmā (il creatore), Visnù (il preservatore) e Siva (il distruttore), ed esercita il suo potere salvifico per mezzo degli avatar (i più importanti sono gli eroi Rama e Krishna).
A questa trinità di divinità maschili corrisponde la tridevi, trinità di divinità femminili (di nuovo Tre Persone distinte e una sola): Saraswati, Lakshmi e Parvati; manifestazioni, forme, che può assumere Mahā Devī (Grande Dea o Grande Madre). 

## Storia
Michelguglielmo Torri ricostruisce la nascita dell'induismo avvenuta tra il IV ed il VI secolo d.C. con la sintesi tra brahmanesimo di origine vedica e i culti non vedici o pre-arii delle masse contadine:
(Michelguglielmo Torri. Storia dell'India. Bari, Laterza, 2000, pag. 107)
Di parere simile anche l'orientalista Louis Renou che definisce la trimurti un «riflesso mitologico» della teoria dei guṇa, le tre qualità che costituiscono la materia.
La trimurti sarebbe perciò una trinità modale, indicante i tre principali aspetti divini, manifestati nelle forme di tre importanti divinità archetipiche:
- Brahmā il Creatore
- Visnù il Preservatore
- Śiva il Distruttore

La stessa Trimurti è spesso concepita come un'unica divinità e rappresentata artisticamente con tre teste in un solo corpo (sanscrito: trishiras, "triplice testa"). Secondo la fede nella Trimurti, queste figure divine sono semplicemente aspetti differenti riconducibili allo stesso e unico Dio (detto anche Īśvara o Saguna Brahman), aspetto simile alle triadi di molte divinità indoeuropee (Odino, Thor e Freyr; Giove, Nettuno e Plutone, eccetera).
In alcune forme narrative locali minori, ma non considerate dalla maggioranza degli indù, essi sono nati dall'"uovo primordiale" deposto da Ammavaru all'inizio dei tempi.
Dal punto di vista storico, la Trimurti è successiva alla trinità di dei vedici Agni, Vāyu e Sūrya, tre aspetti del fuoco del sacrificio.
La Trimurti è altresì associata a numerosi concetti ed aspetti filosofici induisti.
Per quel che riguarda i guṇa (le tre qualità costitutive della Natura materiale), ad esempio, Brahma è associato a quello della passione (Rajas Guna), Visnù alla virtù (Sattva Guna) e Śiva all'ignoranza (Tamas Guna).
La Terra, creatrice della vita, è rappresentata da Brahma; l'acqua, che mantiene la vita, è Visnù, ed il fuoco che trasforma e distrugge è Śiva. Il cielo è Brahma, il sole è Visnù e la luna è Śiva.
Nell'India del Sud, dove sono maggiormente diffusi gli scivaiti, adoratori di Śiva quale divinità suprema, si crede che Śiva incarni in sé il triplice principio dell'intera Trimurti ed artisticamente ciò viene reso mostrando Śiva in preminenza e Visnù e Brahma che escono rispettivamente dal suo fianco sinistro e destro.
Due differenze importanti rispetto alla Trinità del cristianesimo sono il fatto che in quest'ultimo non esiste una Trinità di divinità femminili ed il principio femminile è invece interiorizzato nella figura di Dio, che è sia Padre che Madre; seconda differenza è che la Trinità è trascendente il creato, ma nello stesso tempo può vivere e prendere dimora dentro l'uomo che La ama, mentre questi rimane vivo, libero e cosciente di tale presenza dentro di sé.

Nell'induismo, oltre alla destinazione in paradiso od alla dannazione, l'anima dopo la morte può subire sulla terra la metempsicosi od anche la trasmigrazione in forme di vita animali o vegetali.